# 中央競馬LIVE
『中央競馬LIVE』（ちゅうおうけいばライブ）とは、2000年12月2日から2004年12月25日の毎週土曜日14:30 - 16:00にBS-i（現・BS-TBS）で放送されていた、中央競馬のレースを実況中継するテレビ番組である。
競馬専門チャンネル（CSデジタル）「グリーンチャンネル」と協力し、準メイン・メインレースを中心に中継。途中、グリーンチャンネルとは違う映像に差し替えられる部分もあった（16時以降の最終レースのパドックも含まれていたため）。
司会は落語家・三遊亭五九楽と荘司典子。

## GIレースについて
当番組は土曜日の放送なのでGIレースの中継は基本的にジャパンカップダート（当番組では2003年まで）、J･GIの中山グランドジャンプ、中山大障害程度である（2002年はNHKマイルカップも中継放送された）。

## 備考
本番組終了後、2010年7月3日に後身である「BS-TBS」が競馬情報バラエティ番組『マイフェア馬ダム』を開始するまで、BS-i→BS-TBSにおける競馬番組は存在しなかった。